# フリスト・マルコフ

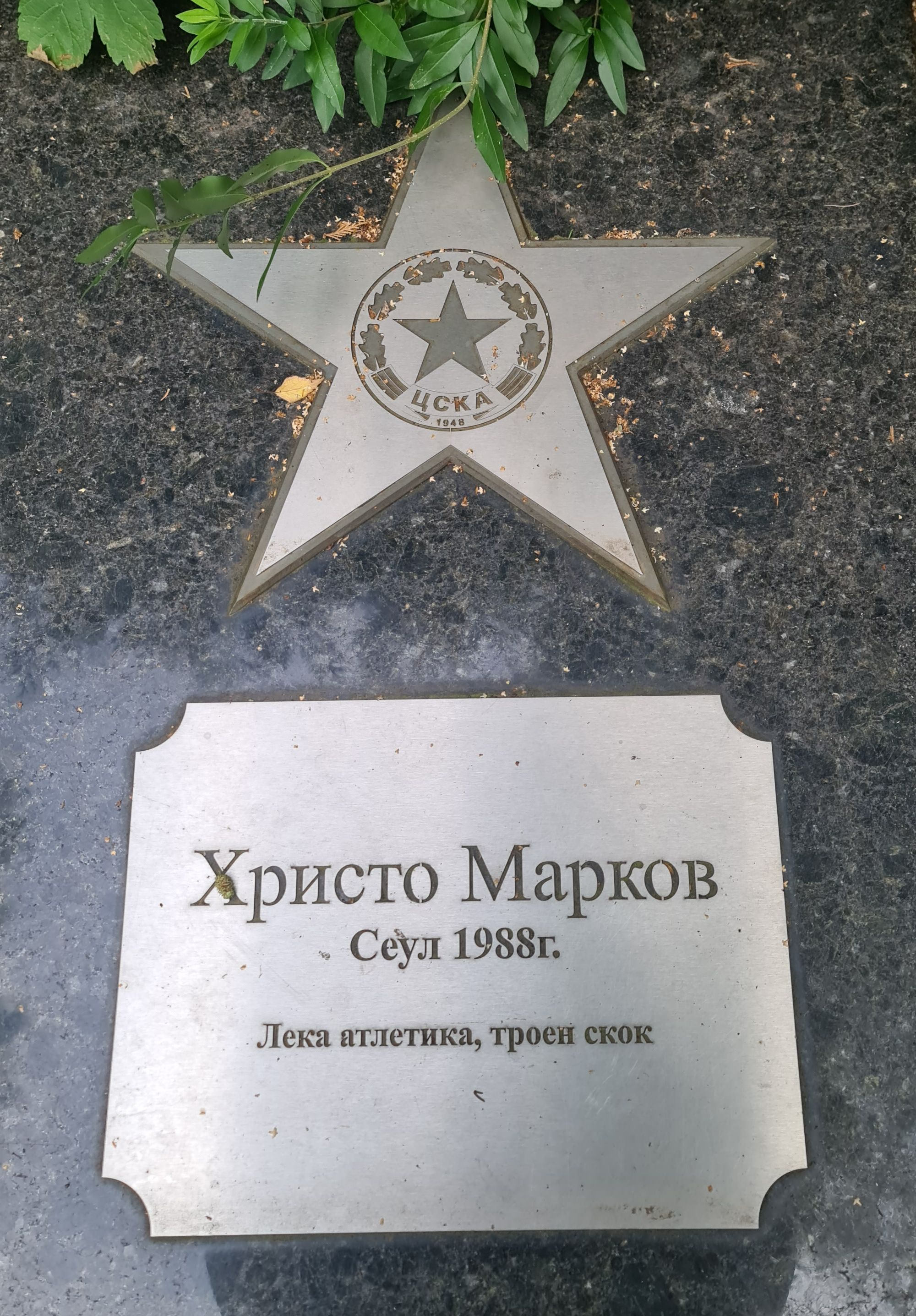
ソフィアのスタディオン・バルガルスカ・アルミアに設置されている、マルコフを讃える記念碑

フリスト・マルコフ(ブルガリア語:Христо Марков、1965年1月27日-)はブルガリアの元陸上競技男子三段跳選手である。

## 主な成績
- 1987年世界陸上競技選手権大会金メダル
- 1988年ソウルオリンピック金メダル
- 自己ベスト：三段跳 17m92 (1987年)

## プロフィール
- 1980年代後半～1990年代初期に活躍した欧州を代表する三段跳の第一人者であった。
- マルコフが活躍した時期は誰が最初に18mの大台を越えることができるかが注目されていたが、マルコフは18mの大台にもっと近い選手であると見られていた。